# Ivan Petrovič Kozyrevskij
Ivan Petrovič Kozyrevskij (in russo Иван Петрович Козыревский?; Jakutsk, 1680 – Mosca, 2 dicembre 1734) è stato un esploratore russo.
È stato uno dei primi a visitare le isole Curili.

## Biografia
Ivan Kozyrevskij era figlio di un cosacco jakuta, mentre il nonno era un prigioniero polacco catturato durante le guerre dello zar Alessio I. Nel 1701 Ivan seguì in Kamčatka il padre che era stato esiliato  per l'omicidio della moglie. Nel 1711 prese parte alla ribellione dei cosacchi contro le autorità, nel corso della quale fu ucciso Vladimir Vasil'evič Atlasov, omicidio nel quale fu indirettamente coinvolto.
Nel mese di agosto del 1711, insieme all'atamano Danila J. Anciferov, salpò su delle canoe da capo Lopatka (l'estrema punta meridionale della Kamčatka) verso l'isola Šumšu. La spedizione segnò l'inizio dell'esplorazione delle isole Curili (1711-1713) e della compilazione delle prime descrizioni geografiche, a partire dalla punta meridionale della Kamčatka e dalle tre isole settentrionali, cui hanno fatto seguito le prime mappe russe dell'arcipelago delle isole Curili settentrionali.
Nel 1717, per evitare le condanne pendenti divenne monaco prendendo il nome di Ignazio e si ritirò sulle rive del fiume Kamčatka. Per un suo discorso, nel 1720, fu arrestato e inviato a Jakutsk; subì un nuovo arresto nel 1724 per la partecipazione alla sommossa del 1711, ma riuscì a scappare.
Nel 1726 Kozyrevskij incontrò Vitus Bering e gli consegnò il lavoro della sua vita: i suoi rilevamenti, gli schizzi sulle isole Curili e i dettagli sui costumi degli  abitanti locali. Dopo due anni prese parte a una spedizione lungo la Lena con Afanasij F. Šestakov. Guidò il lavoro idrografico nel corso inferiore del fiume e stava progettando di raggiungere la foce e l'oceano ma, nella primavera del 1729, la nave fu schiacciata dal ghiaccio.
Nel 1730 Kozyrevskij apparve a Mosca e fu arrestato per il vecchio caso Atlasov, spogliato del rango monastico, e, nel gennaio 1732, condannato a morte. Morì in carcere a Mosca il 2 dicembre 1734 prima che fosse eseguita l'esecuzione.

## Luoghi dedicati
- Capo Kozyrevskij (мыс Козыревского),50°39′05″N 155°51′34″E, e monte Kozyrevskij (гора Козыревского), 50°34′50″N 155°59′41″E, sull'isola Paramušir.
- Un fiume nella Kamčatka.